# Mansión de Vārkava
La Mansión de Vārkava es una casa señorial en Vecvārkava, parroquia de Upmala, municipio de Vārkava en la región histórica de Latgale, en Letonia. El edificio principal de la Mansión de Vārkava se halla en la lista de propiedades protegidas por el Estado.

## Historia
La finca de Vārkava fue mencionada en 1583, como perteneciente a Rezekne. En el siglo XVI en esta localidad fue construida una mansión (en letón: foļvarka), un lugar donde los comercientes venían y compraban varios artículos  para el rey polaco y los entregaban por las vías fluviales —los ríos Dubna y Daugava— a Riga. No se conoce exactamente cuando fue construida una mansión de ladrillo. Se sabe, sin embargo, que la vieja mansión fue incendiada, y después en algún momento en la segunda mitad del siglo XIX fue erigido el edificio de ladrillo que tenemos hoy.
En 1912 el millonario Dorimedonts Aļeiņikovs (1866-1918) hizo inversiones substanciales en la finca de Vārkava. Instaló electricidad, agua corriente, construyó molinos, y adquirió la maquinaria de granja más moderna. También tenía planes para construir un ferrocarril que conectara con las estaciones de Nīcgale y Aglona. Estos planes nunca se realizaron debido al estallido de la I Guerra Mundial. En 1918 la mansión fue saqueada y destruida por bolcheviques revolucionarios. Dorimedonts Aļeiņikovs fue estremecido por estos hechos. Enfermó y murió poco después. En 1920 en el curso de la reforma agraria letona, la mansión fue nacionalizada. En 1922 la escuela primaria de Vārkava se trasladó al edificio de la mansión. La escuela primaria eventualmente pasó a ser una escuela secundaria que ocupó la mansión hasta 1979. Después el edificio fue dividido en apartamentos y todavía fue utilizado como instalación de almacenamiento para la escuela.
En 2000-2004 la mansión de Vārkava experimentó una extensa restauración y en 2004 fue abierta para uso público. Actualmente el edificio alberga la administración municipal de Vārkava, la biblioteca de Upmala, el centro cultural del municipio de Vārkava y un lugar de consulta médica familiar. La mansión se halla en la lista de monumentos protegidos por el Estado. El parque alrededor de la mansión también está protegido como monumento natural.